# Omskriven cirkel
En omskriven cirkel till en polygon är en cirkel som går genom polygonens samtliga hörn. 
Dess medelpunkt sammanfaller med skärningspunkten för sidornas mittpunktsnormaler. Den till en triangel omskrivna cirkelns medelpunkts isogonalkonjugat är ortocentrum (höjdernas gemensamma skärningspunkt).

Omskrivna cirklar